# Heinrich Bacheracht
Heinrich Bacheracht (* 27. Dezember 1725 in Sankt Petersburg, Russisches Kaiserreich; † 1806) war ein deutsch-russischer Militärarzt.

## Leben
In Moskau aufgewachsen und erzogen, kehrte er nach Petersburg zurück. Am 11. März 1740 trat als Lehrling des Landhospitals in kaiserlich russische Dienste. Nach drei Jahren kam er als Subchirurgus an das Seehospital. 1746 wurde er als Wundarzt für eine vierjährige Weiterbildung freigestellt. An der Universität Leiden hörte er bei Bernhard Siegfried Albinus, Hieronymus David Gaub, Adriaan van Royen, Pieter van Musschenbroek und Jean Nicolas Sébastien Allamand. An der neuen Georg-August-Universität Göttingen war er Schüler von Albrecht von Haller. Am 20. Februar 1750 wurde er in Leiden zum Dr. med. promoviert. Auf Befehl von Elisabeth (Russland) kam er 1751 zum Kaiserlichen Artillerie- und Ingenieurkorps. Nach 26 Jahren kam er als erster und ältester Arzt zur Kaiserlich Russischen Marine. Als Chef ihres Medizinalwesens befasste er sich mit Skorbut und Venerologie.

## Ehrungen
- Aufnahme in die Kaiserliche Freie Ökonomische Gesellschaft zu Sankt Petersburg (1771)[2]
- Kollegienrat (1. Januar 1785)[2]

## Werke
- Beschreibung und Anweisung zur Blatterneinimpfung (russ.), 1769.
- Von der Schädlichkeit des unmäßigen Gebrauchs starker Getränke, vornämlich des Brandteweines, 1774.
- Von der Schädlichkeit der so sehr unter den Soldaten und Matrosen verbreiteten venerischen Seuche, von den Ursachen und von den Hülfsmitteln, derselben zu steuern.
- Pharmacopoea Rossia, 1778.
- Von der Unmäßigkeit in den Liebeslüsten, sowohl des einen als des andern Geschlechts, und von den daraus entstehenden Krankheiten, welche die Unenthaltsamen marternd züchtigen; eine Abhandlung zur Warnung für junge Leute beiderlei Geschlechts (russ.). Sankt Petersburg 1775, 2. Auflage 1780.
- Praktische Abhandlung über den Scharbock, zum Gebrauche der Wundärzte bei der Russisch-Kaiserlichen Armee und Flotte (dt., russ., frz.). 1786.
- Physisch-Diätetische Anleitung, die Gesundheit der Seeleute zu erhalten, besonders für die Russisch-Kaiserl. Marine, von Andreas Bacheracht, der Arzneywissenschaft Doctor, Collegienrath, und erster Arzt der Kaiserl. Flotte. Sankt Petersburg 1790.

## Quelle
- Georg-Michael Fleischer: Schiffschirurgen von Kolumbus bis Nelson. Vergessene Helden der Seefahrtgeschichte. Kaden Verlag, Heidelberg 2017. ISBN 978-3-942825-46-7, S. 214.